# Chřínovci z Chřínova
Chřínovci z Chřínova (neboli Křínovci z Křínova či Křenové z Křenova) byl rytířský rod pocházející z tvrze u vesnice Křínov (dříve Chřínov, Křenov či Gröna), která byla v jisté době majetek benediktinského kláštera Kladruby.

## Historie
Nejstarší známé doklady pochází z roku 1373 a 1379, kdy na tvrzi seděl Ješek (neboli Jan) z Chříňova (původem de slvpeycis – možná Slupečná či Slupenec, protože jistý Křen byl purkrabím Voka I. z Rožmberka a Oldřich Křen (Ulrich der Chren) měl roku 1316 statek u Blankenbergu). Ten měl syna Hynka a ten syny Viléma a Jana (staršího) z Chřínova. Poslední zmínka z Křínova je z roku 1464 a Chřínovci se přesouvají převážně do Merklína (1495). Zde jsou pak synové Viléma – Václav, Hynek a Petr Chřínovec (†1560).
Rytíř Ondřej Křínovec z Křínova je ale roku 1618 pouze postava z díla Josefa Brauna.

## Erb
Na erbu měli v klenotu svého znaku páva přirozené barvy s rozloženým ocasem, který je vidět jako paví kyta i ve znaku Merklína. V obci Buková[nepřesný odkaz] byl nalezen zlatý pečetní prsten s vyrytým znakem rytířů z Chřínova a erb je také vyobrazen na zvonu v Zásmucích. Na červeném štítě měli pruhy pokosem a pošikem (kříž sv. Ondřeje) s šachovnicí bílo-modrou či bílo-černou. Stejný erb měli také Krlínové ze Zahrádky na Horažďovicku. Páva s prstenem v zobáku měl také Drslavic Vilém III. z Boru a vladykové z Ojnic.
Obdobný erb měli Janovští z Janovic. Erb jiných Janoviců byla černá orlice ve zlatém (původní slezský znak piastovských s paví kytou), které půlku měli v erbu i Sulislavci včetně vladyky Chřena.

## Příbuzenstvo
Sňatkem Kateřiny, dcery Petra Chřínovského v Merklíně, se Zdislavem Říčanským z Říčan a na Zásmucích, syna Adama z Říčan a ze Zásmuk, se spojili s pány z Říčan (1558). Dále se spojili s Janovskými z Janovic a Klenové.